# Trachelospermum brevistylum
Trachelospermum brevistylum är en oleanderväxtart som beskrevs av Hand.-mazz.. Trachelospermum brevistylum ingår i släktet Trachelospermum och familjen oleanderväxter. Inga underarter finns listade i Catalogue of Life.